# Železniční trať Hradec Králové – Turnov
Železniční trať Hradec Králové – Turnov (v jízdním řádu pro cestující označená číslem 041) je jednokolejná železniční trať na severovýchodě Čech. Vede z Hradce Králové hlavního nádraží do Turnova přes Hněvčeves, Ostroměř, Jičín a Libuň.
Trať, jak je nyní provozována, sestává ze tří stavebních úseků s rozdílnou historií. Dodnes je na ní zachováno trojí staničení (kilometrické údaje se třemi různými počátky – viz průběh trati). Stavební délka trati činí 82,614 km, tarifní vzdálenost mezi koncovými stanicemi je 82 km. Do stanice Turnov jezdí osobní vlaky úvratí, protože trať od Jičína byla do nádraží přivedena až roku 1927 (do té doby končila ve stanici Turnov město) a napojuje se na kolejiště na protilehlé straně než stojí nádražní budova s nástupišti.
Od 7. dubna 2014 je kategorizována jako regionální dráha, do té doby byla částí celostátní dráhy.

## Historie

### Úsek Hradec Králové – Ostroměř
List povolení Františka Josefa Prvního ze dne 9. května 1881 daný ku stavbě a užívání železnice lokomotivní jakožto železnice místní s pravidelnou kolejí a provozovatí jízdu po nich, totiž (kromě jiných drah) ze štace Kralohradecké priv. Jihoseveroněmecké železnice spojovací do Vostroměře. Koncesionáři zavazují se stavbu hned započíti a nejdéle do 1. září 1882 stavbu dokonati, obecnou jízdu po ní zavésti.
Dráhu vlastnila společnost České obchodní dráhy od března 1882 až do svého zestátnění 1. ledna 1908.

### Úsek Ostroměř – Jičín
List povolení Františka Josefa Prvního ze dne 8. září 1868 daný ku stavbě a užívání železnice lokomotivní nazvané „Rakouské železnice severozápadní“ kteráž půjde (kromě jiných drah) z příhodného místa železnice Kolínsko-Mladoboleslavské do Trutnova. Koncesionáři zavazují se, že počnou stavěti v šesti měsících a dokonají stavbu i zavedou veřejnou jízdu po ní ve čtyřech létech.
Dráhu vlastnila a provozovala společnost Rakouská severozápadní dráha od prosince 1871 až do svého zestátnění 1.1.1908.

### Úsek Jičín – Turnov
Listina o koncessi ze dne 7. prosince 1901 byla udělena ke stavbě a provozování lokomotivní železnice, která budiž zřízena jako místní dráha o rozchodu pravidelném z Jičínské stanice trati Ostroměřsko-Jičínské do Turnovské stanice. Koncessionář se zavazuje, že povolenou železnici počne ihned stavěti, ji nejdéle do dvou let postaví a pravidelnou vozbu po ní provozovati.
Dráhu vlastnila společnost Místní dráha Jičín – Rovensko – Turnov od října 1903 až do svého zestátnění 1. 1. 1925.

## Provoz na trati
| období jízdního řádu                                                                              | číslo tratě a provozovaný úsek                               | počet vlaků |
| ------------------------------------------------------------------------------------------------- | ------------------------------------------------------------ | --- |
| 1900                                                                                              | 55 Hradec Králové – Ostroměř                                 | 2 Sm Hradec K. – Sadová-Dohalice, 3 Sm Sadová-Dohalice – Ostroměř |
| 1900                                                                                              | 57 Ostroměř – Jičín                                          | 5 Os |
| 1921 léto                                                                                         | 145 Hradec Králové – Hořice – Ostroměř – Jičín               | 6 Sm Hradec Králové – Sadová-Dohalice, 4 Sm Sadová-Dohalice – Hořice, 7 Sm Hořice – Ostroměř, 7 Sm Ostroměř – Jičín                                                                   |
| 1921 léto                                                                                         | 148 Jičín míst. dr. – Rovensko pod Troskami – Turnov         | 4 Sm |
| 1928/29 zima                                                                                      | 139 Hradec Králové – Hořice v Podkrkonoší – Ostroměř – Jičín | 6 Os Hradec Králové – Hořice v Podkrkonoší, 5 Os + 5 M Hořice v Podkrkonoší – Ostroměř, 5 Os + 3 M Ostroměř – Jičín                                                                   |
| 1928/29 zima                                                                                      | Jičín – Turnov                                               | 5 Os |
| 1937/38 zima                                                                                      | 163 Hradec Králové – Jičín – Turnov                          | 7 Os Hradec Králové – Hořice v Podkrkonoší, 11 Os Hořice v Podkrkonoší – Jičín, 7 Os Jičín – Turnov                                                                                   |
| 1944/45                                                                                           | 503f Hradec Králové – Jičín – Turnov                         | 7 Os |
| 1945/46                                                                                           | 4a Hradec Králové – Jičín – Turnov                           | 6 Os Hradec Králové – Hořice v Podkrkonoší, 11 Os Hořice v Podkrkonoší – Ostroměř, 8 Os Ostroměř – Turnov                                                                             |
| 1959/60                                                                                           | 4a Hradec Králové – Jičín – Turnov                           | 12 Os Hradec Králové – Ostroměř, 1 R + 12 Os Ostroměř – Jičín, 1 R + 10 Os Jičín – Libuň, 9 Os Libuň – Jičín                                                                          |
| 1988/89                                                                                           | 041 Hradec Králové – Jičín – Turnov                          | 1 R + 12 Os Hradec Králové – Jičín, 1 R + 9 Os Jičín – Turnov |
| 2002/03                                                                                           | 041 Hradec Králové – Jičín – Turnov                          | 1 R + 2 Sp + 12 Os Hradec Králové – Jičín, 1 R + 4 Sp + 9 Os Jičín – Turnov |
| 2012/13                                                                                           | 041 Hradec Králové – Jičín – Turnov                          | 16 Os Hradec Králové – Hořice v Podkrkonoší, 15 Os Hořice v Podkrkonoší – Ostroměř, 16 Os Ostroměř – Jičín, 10 Os Jičín – Rovensko pod Troskami, 13 Os Rovensko pod Troskami – Turnov |
| Vysvětlivky R – rychlík, Sp – spěšný vlak, Os – osobní vlak, M – motorový vlak, Sm – smíšený vlak |                                                              | |

## Lokomotivy a motorové vozy
Na této železniční trati bylo možno spatřit nejrůznější nasazovaná vozidla. Prvními lokomotivami v prvopočátku byly lokomotivy řady 310.0, známé pod přezdívkou kafemlejnek, konkrétně v úseku Jičín - Turnov se jednalo o lokomotivy - 310.0 - 0110, 0111, 0130. Později zde bylo možno spatřit lokomotivy řady 264.1 (104, 138, 110), případně 334.1, 413.1, 413.2, 414.4, 434.1, 434.2, 354.7, 524.1 (184, 1108, 1109, 1110). Na vlakovém nádraží v Jičíně posunovaly lokomotivy řad 314.2, 400.1, 422.0 a 524.2.[zdroj?]
Z motorových vozů pak M 120.0, M 120.1, M 120.3, M 120.4. Dle dalších nepodložených důkazů zde byly v úseku Sadová - Hořice - Jičín nasazovány motorové vozy řad M 120.1, M 120.2, M 220.1, M 220.2, M 221.0. Již v roce 1928 stíhaly vlaky cestu z Jičína do Turnova za 1 hodinu 23 minut, v opačném směru však za 1 hodinu 33 minut.[zdroj?]
Ke konci parní trakce zde byla nasazována poměrně pestrá skupina parních lokomotiv - 354.1, 534.0, 475.1, 556.0, 464.0, 464.1.[zdroj?]
Následně zde byly nasazeny motorové vozy řad M 131.1, M 240.0, M 262.0, M 286.0, M 286.1, M 296.1, M 296.2, M 475.1 - přezdívaný chrochtadlo a M 152.0.[zdroj?]
Z motorových lokomotiv zde byly provozovány T 478.1, T 478.3, T 466.0, T 466.2. Po rekonstrukci lokomotiv řady 735 (T 466.0) zde byly nasazovány i motorové lokomotivy 714 s přípojnými vozy 010, případně 055.[zdroj?]
Od roku 2006 jsou zde nasazovány motorové jednotky řad 814 a 814.2.[zdroj?]

## Navazující tratě

### Hradec Králové hlavní nádraží
- Železniční trať Velký Osek – Choceň
- Železniční trať Pardubice – Jaroměř – Liberec

### Hněvčeves
- Železniční trať Hněvčeves–Smiřice – od roku 2003 bez pravidelné dopravy

### Ostroměř
- Železniční trať Chlumec nad Cidlinou – Trutnov

### Jičín
- Železniční trať Nymburk–Jičín

### Libuň
- Železniční trať Mladá Boleslav – Stará Paka

### Turnov
- Železniční trať Pardubice – Jaroměř – Liberec
- Železniční trať Praha–Turnov

## Stanice a zastávky

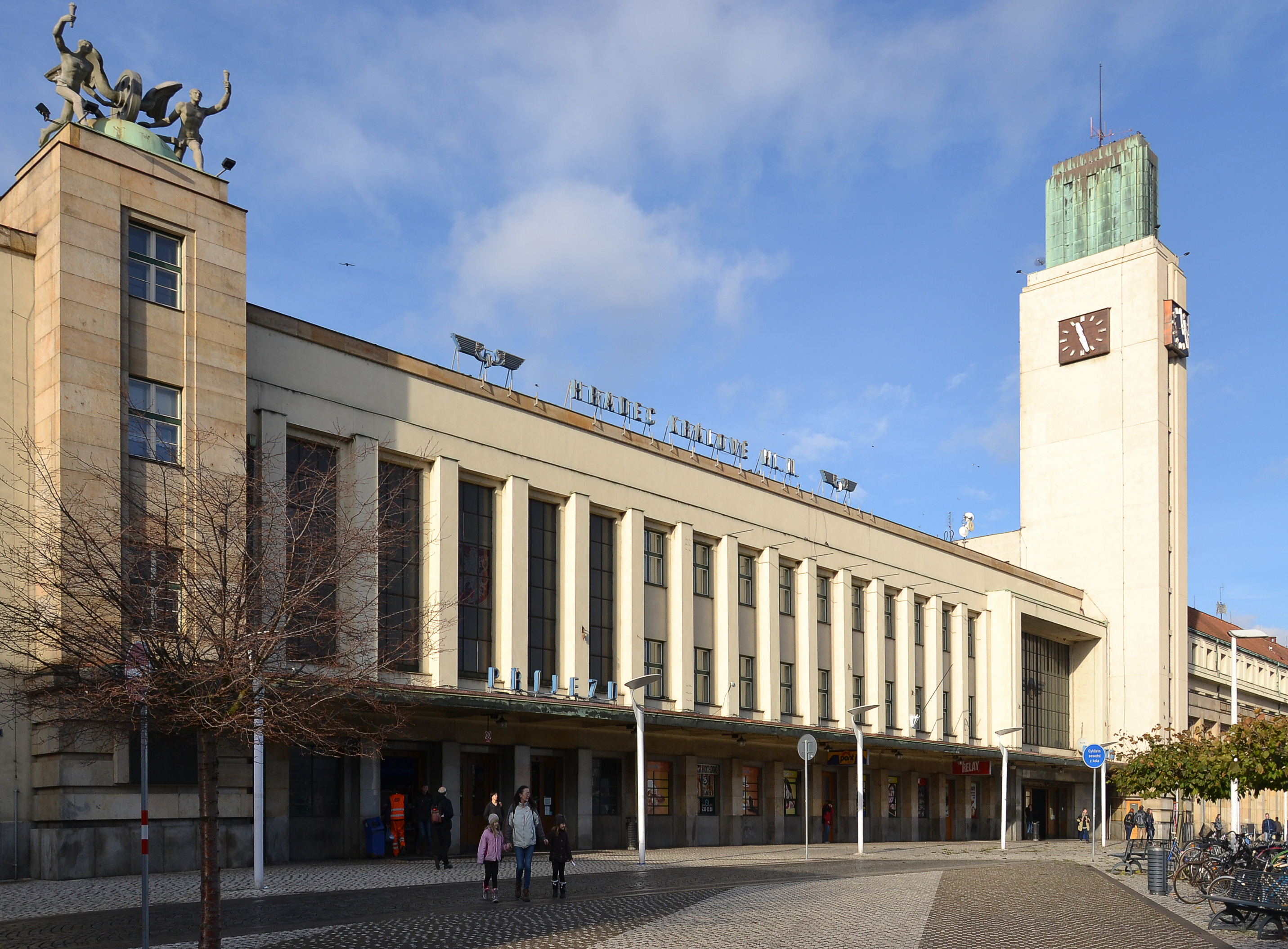
Hradec Králové hlavní nádraží
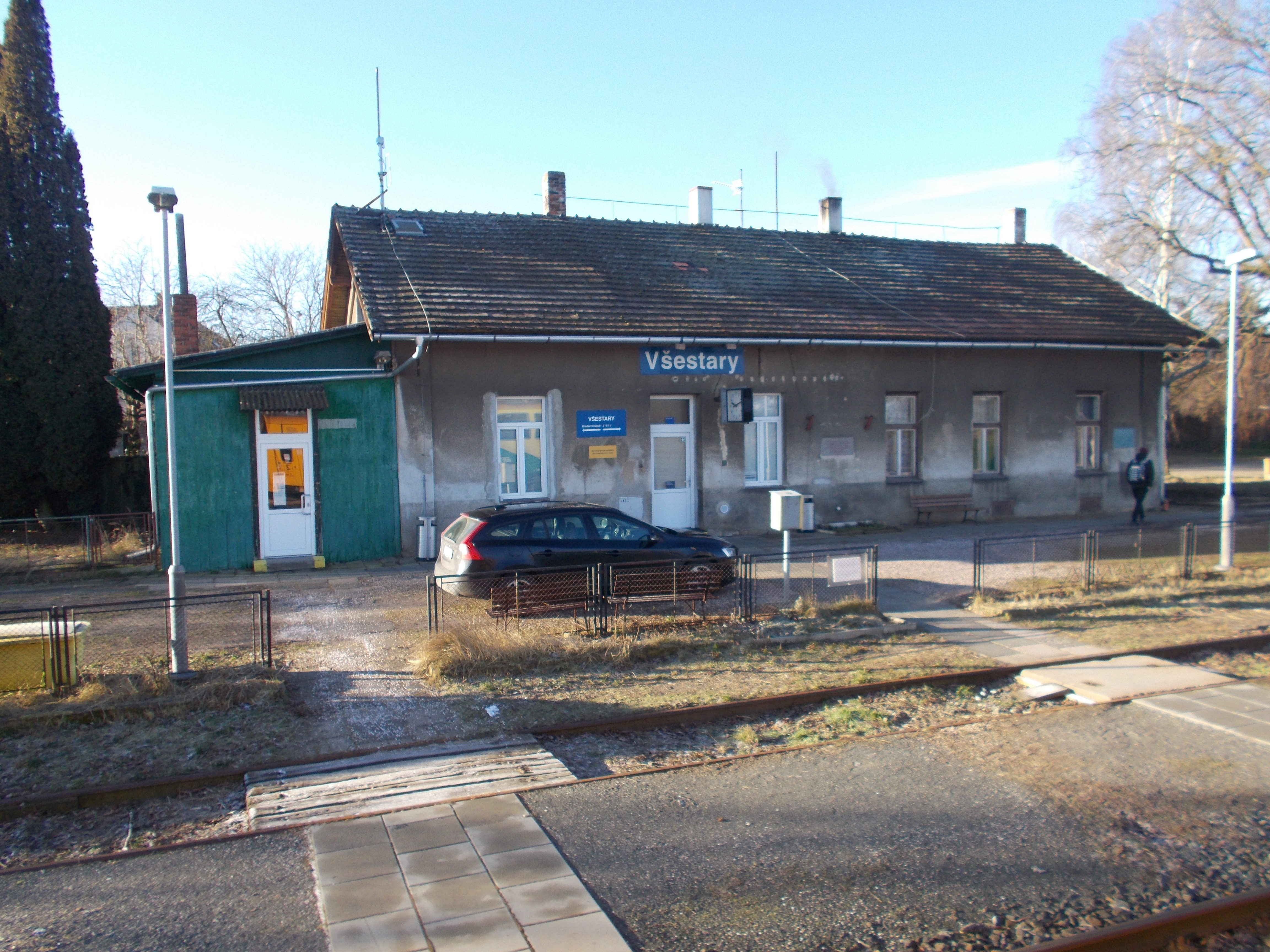
Všestary
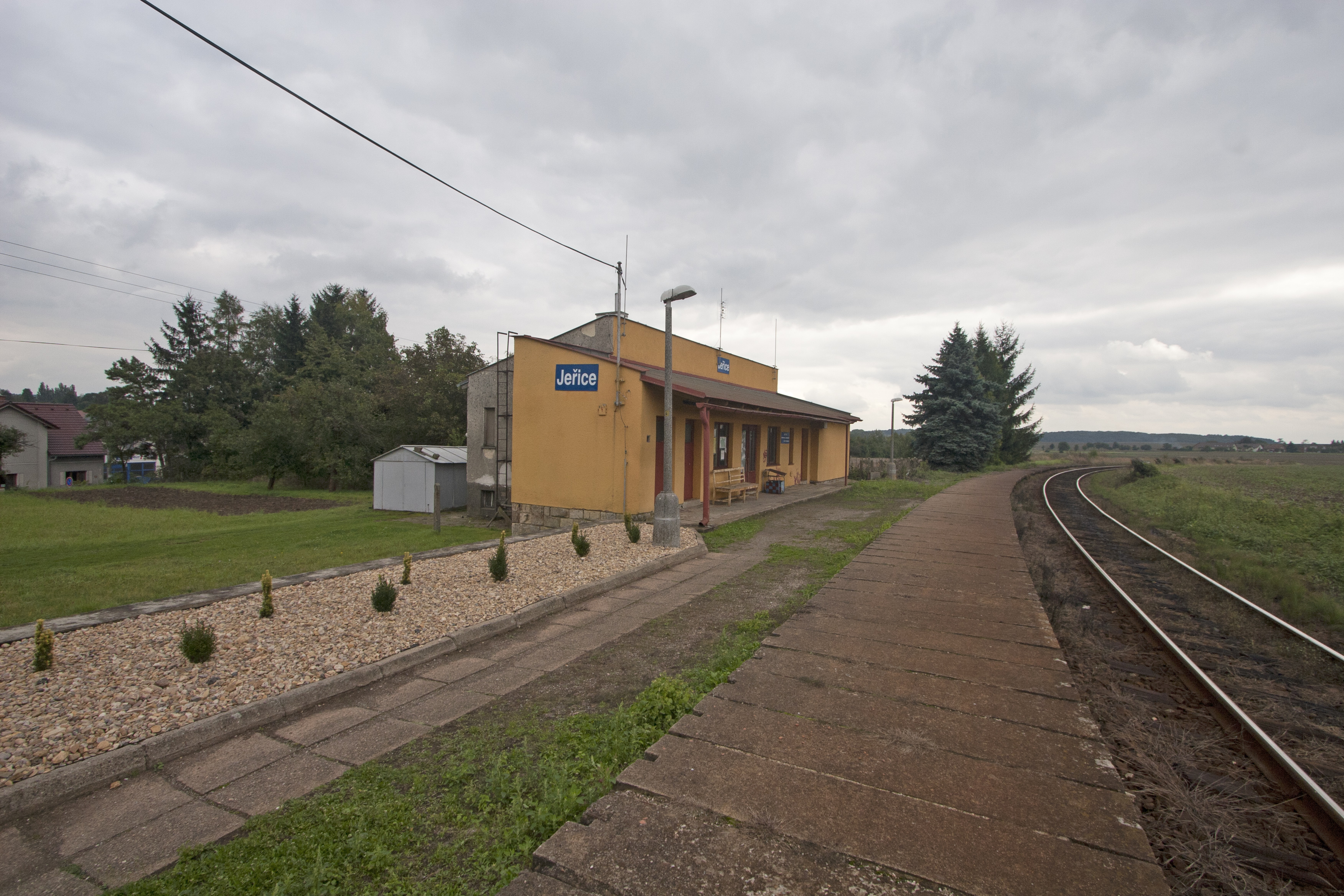
Jeřice
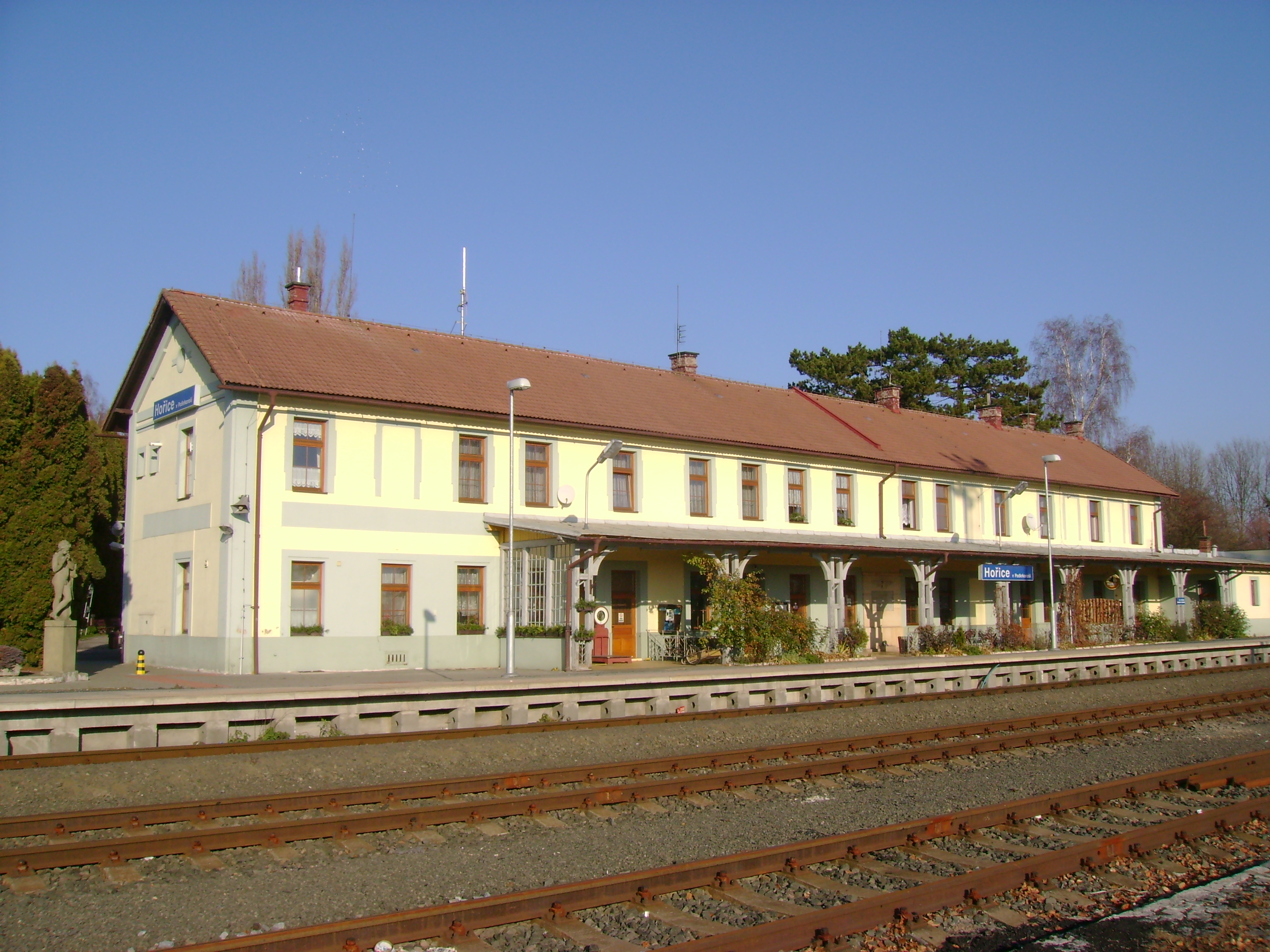
Hořice v Podkrkonoší
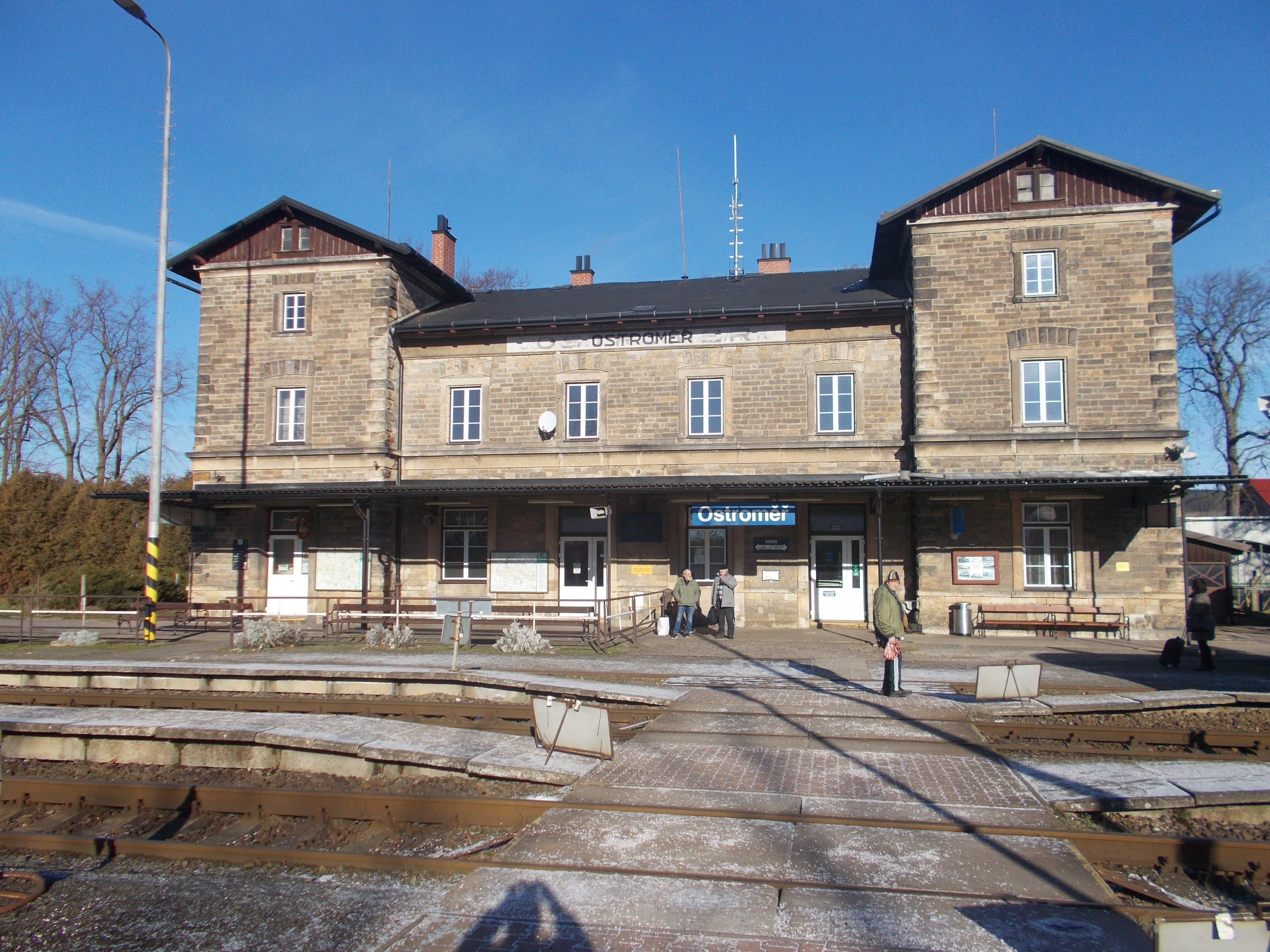
Ostroměř
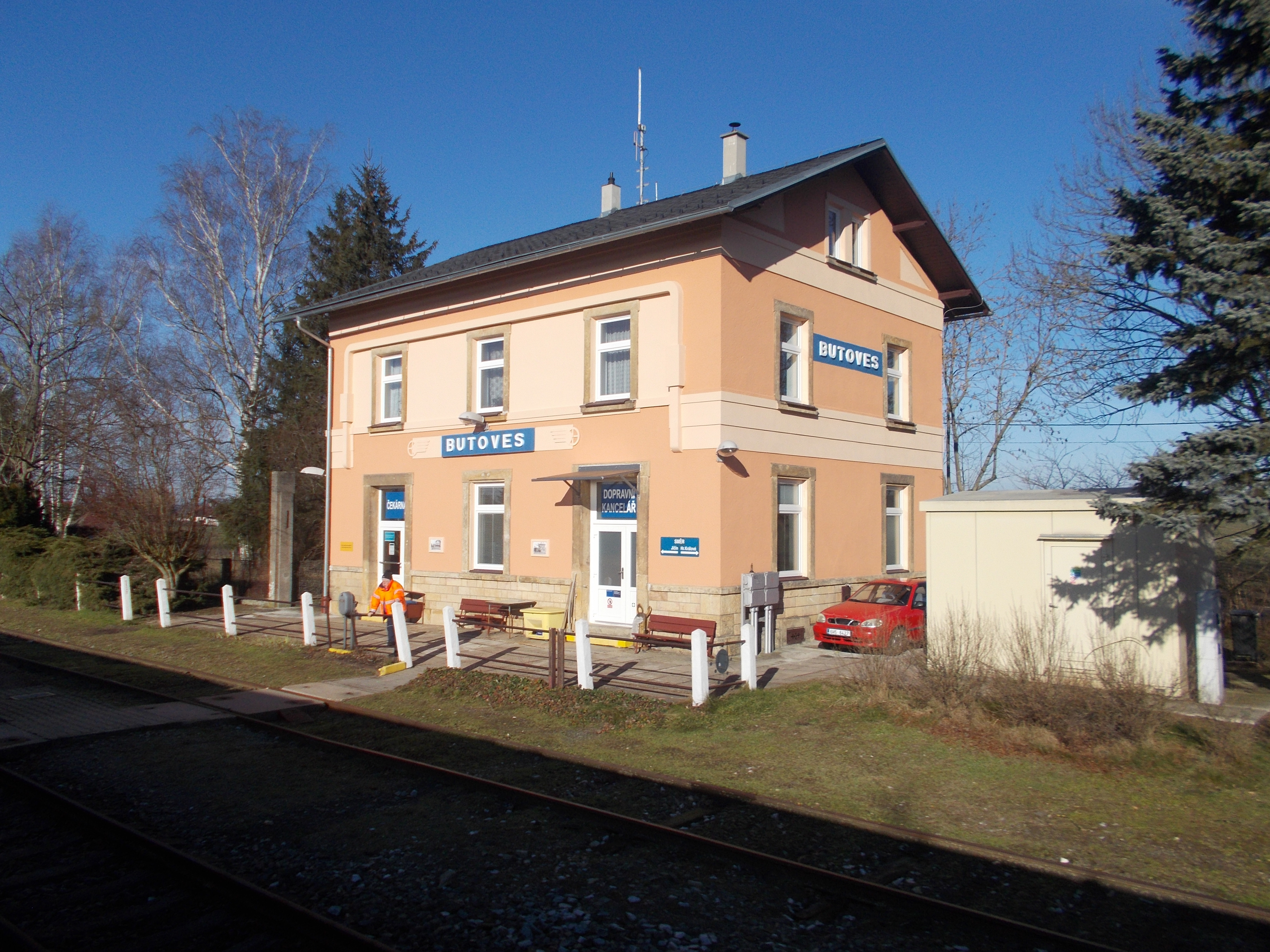
Butoves
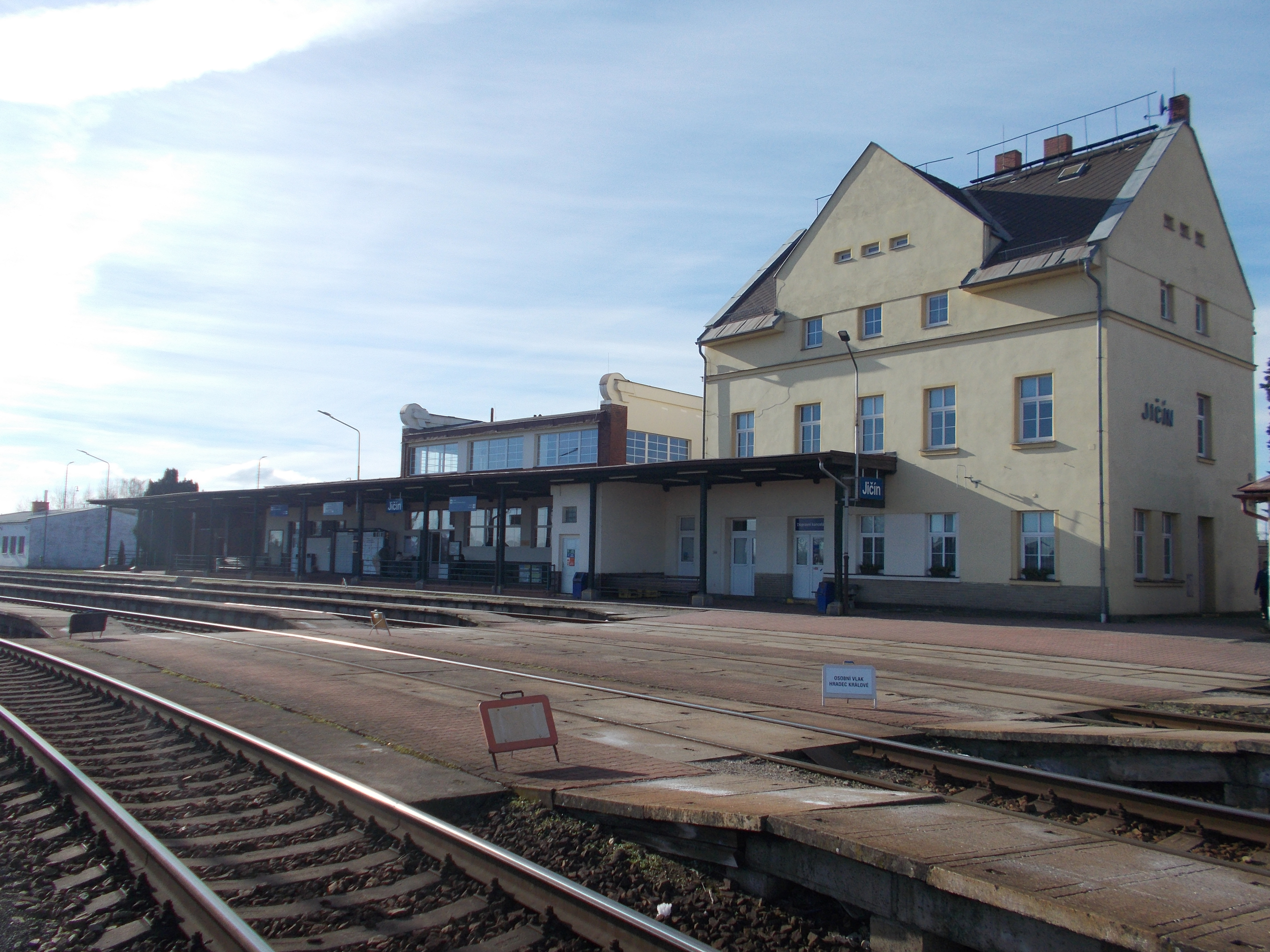
Jičín
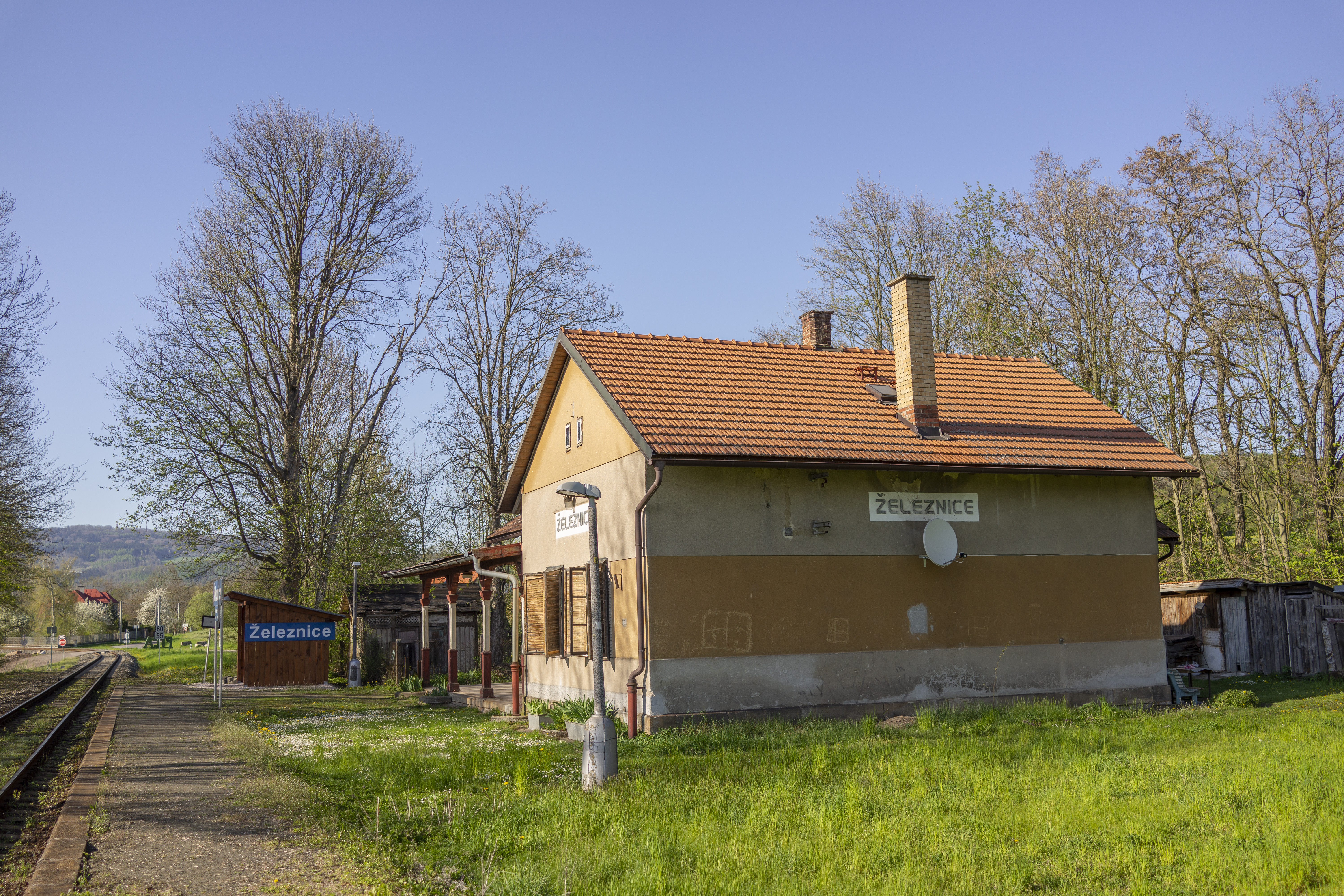
Železnice
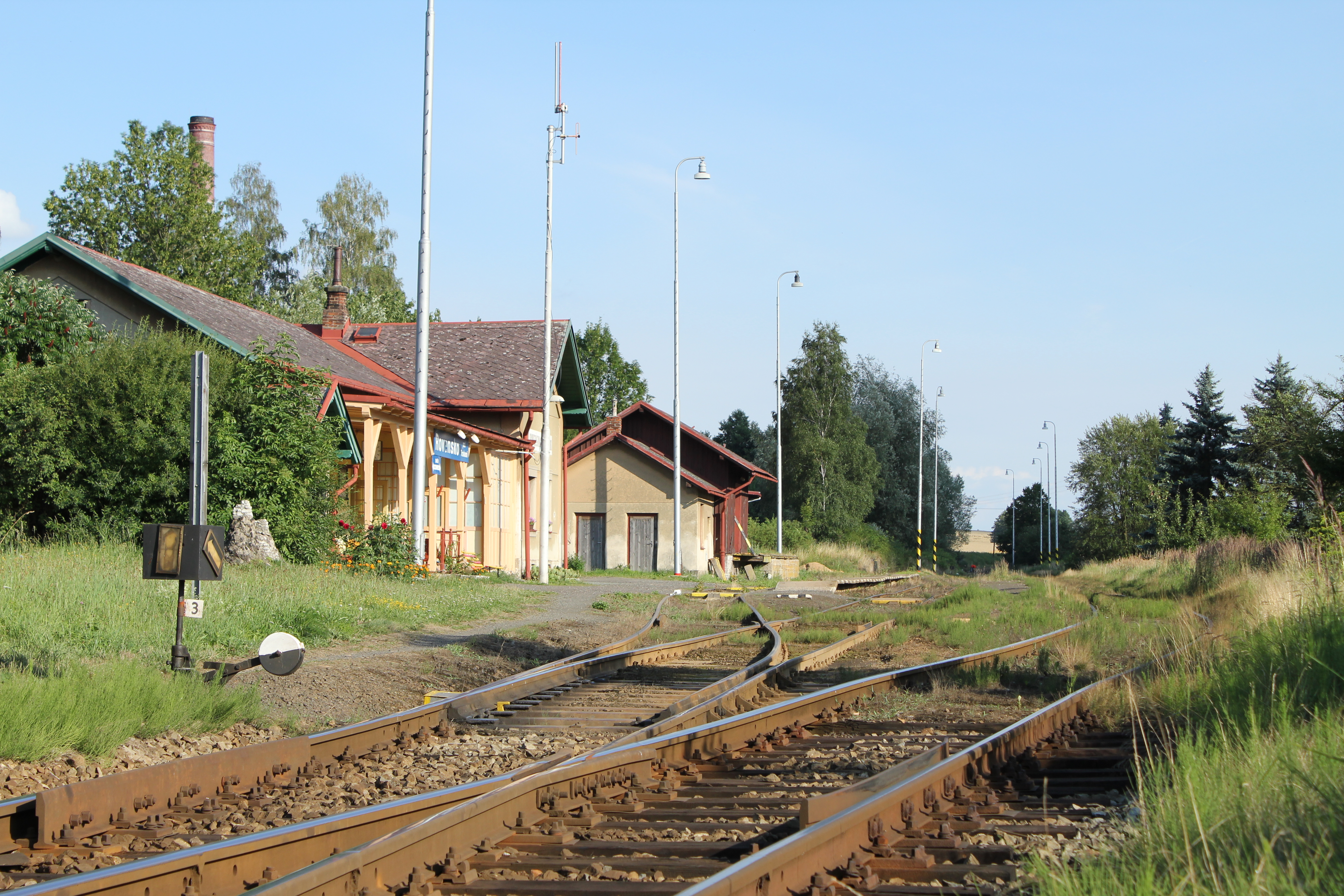
Rovensko pod Troskami
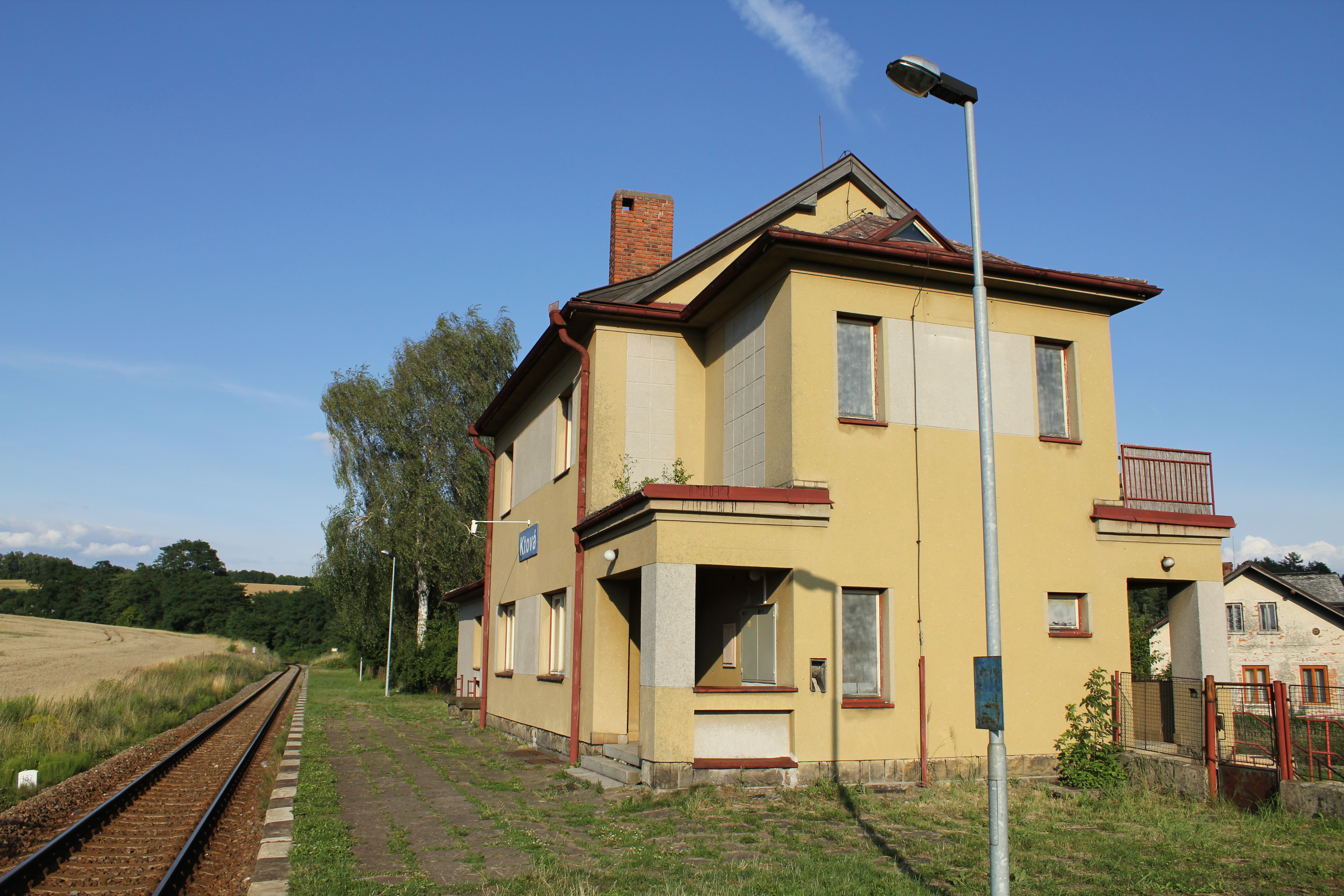
Ktová
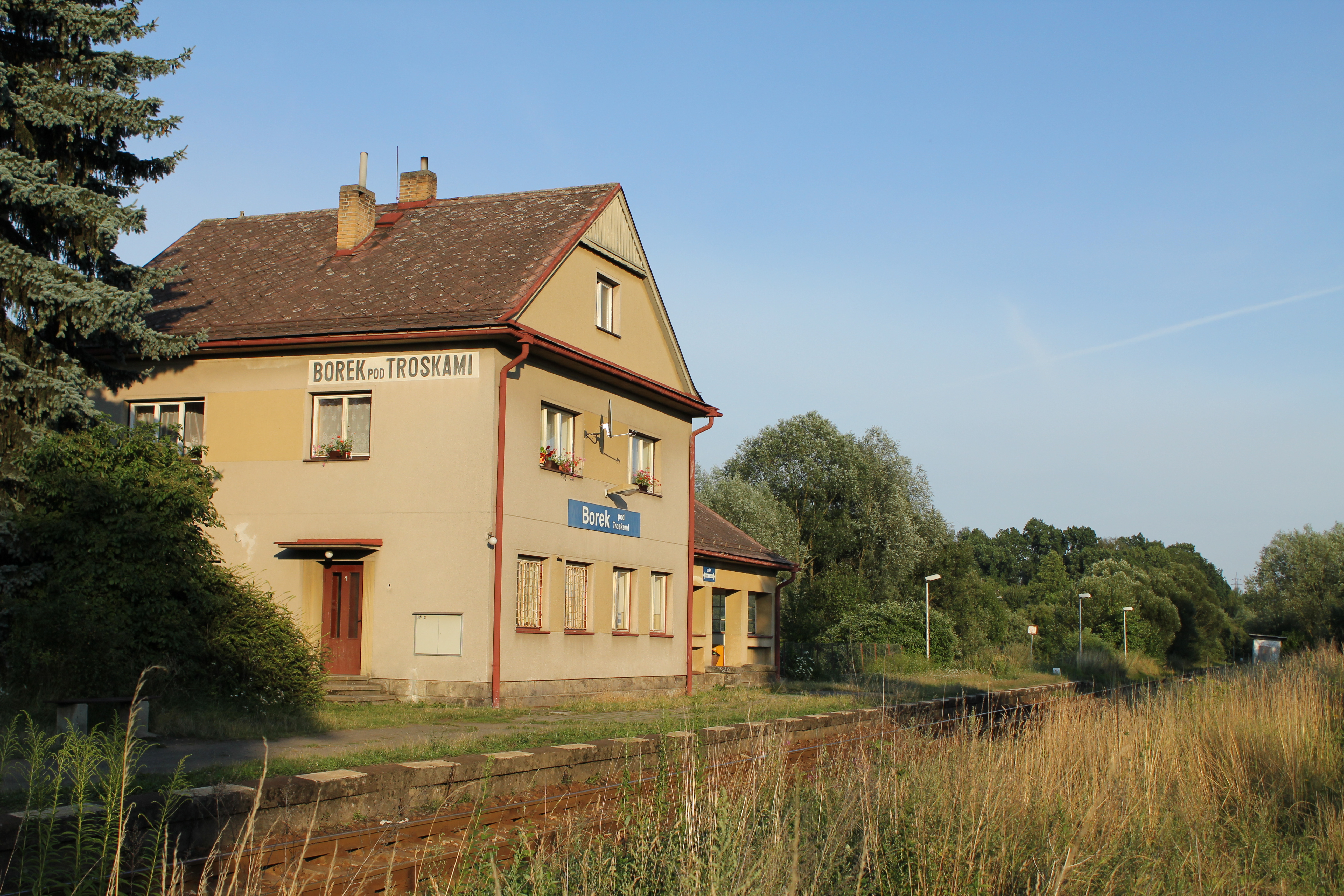
Borek pod Troskami
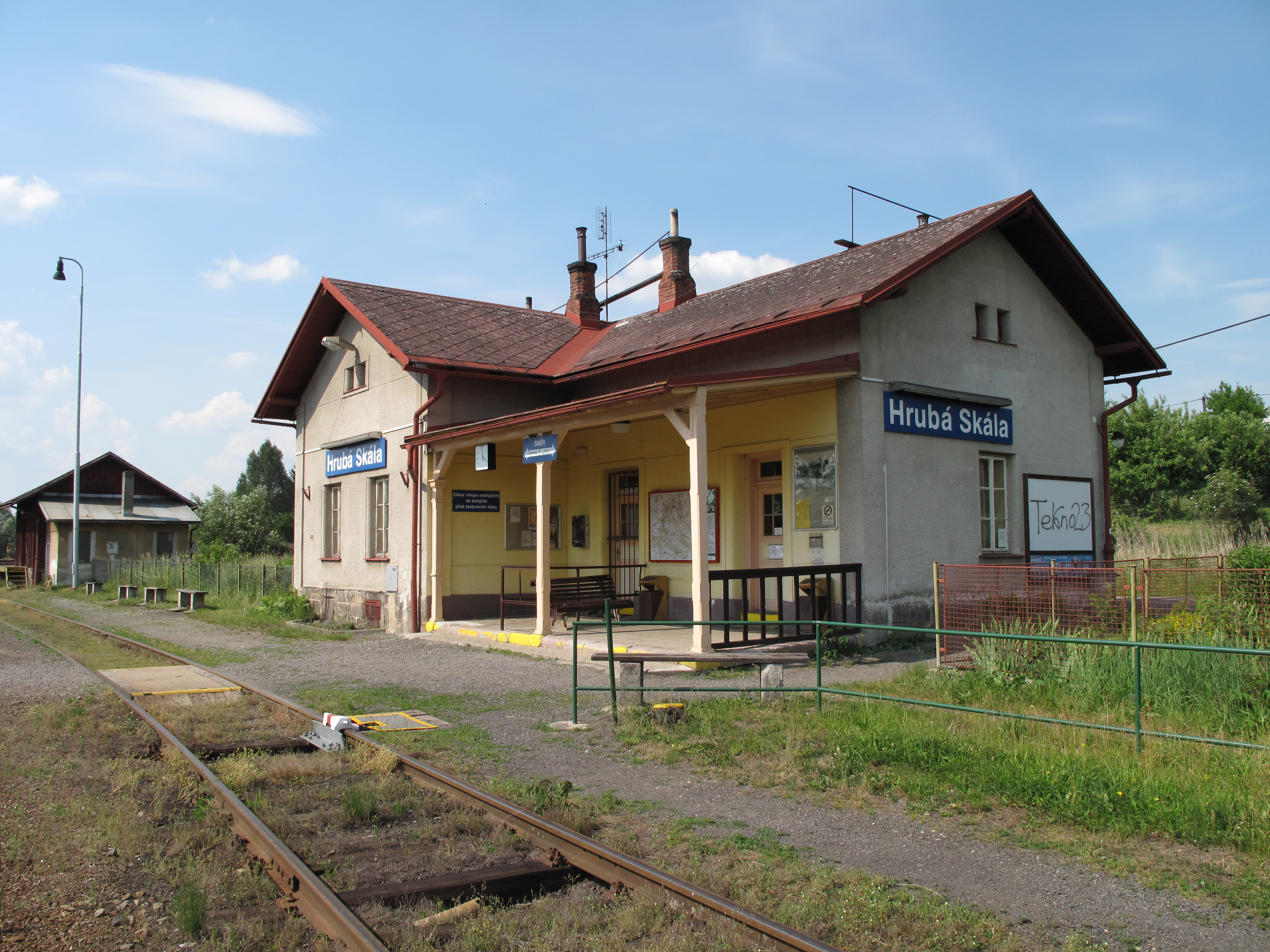
Hrubá Skála
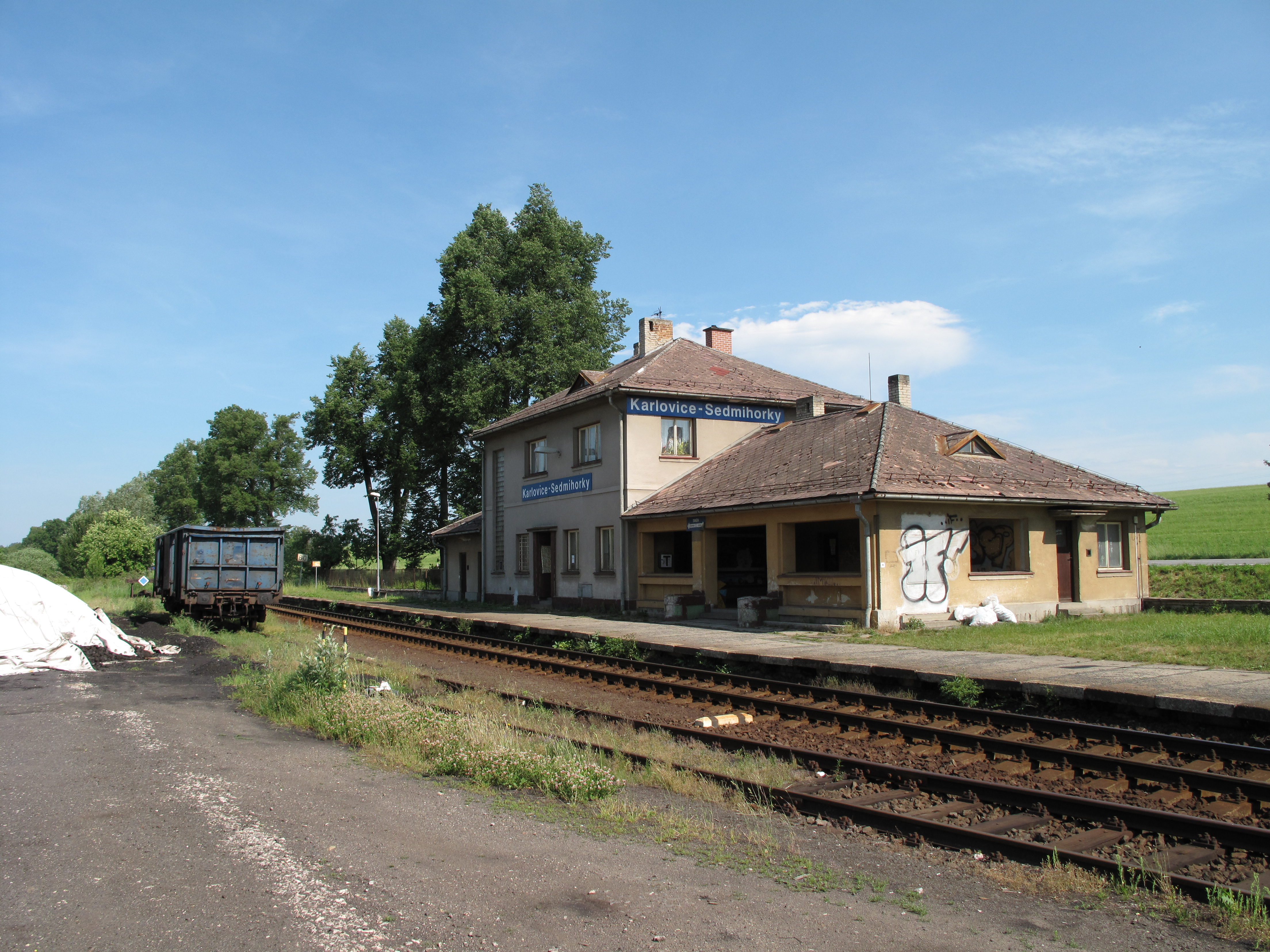
Karlovice-Sedmihorky
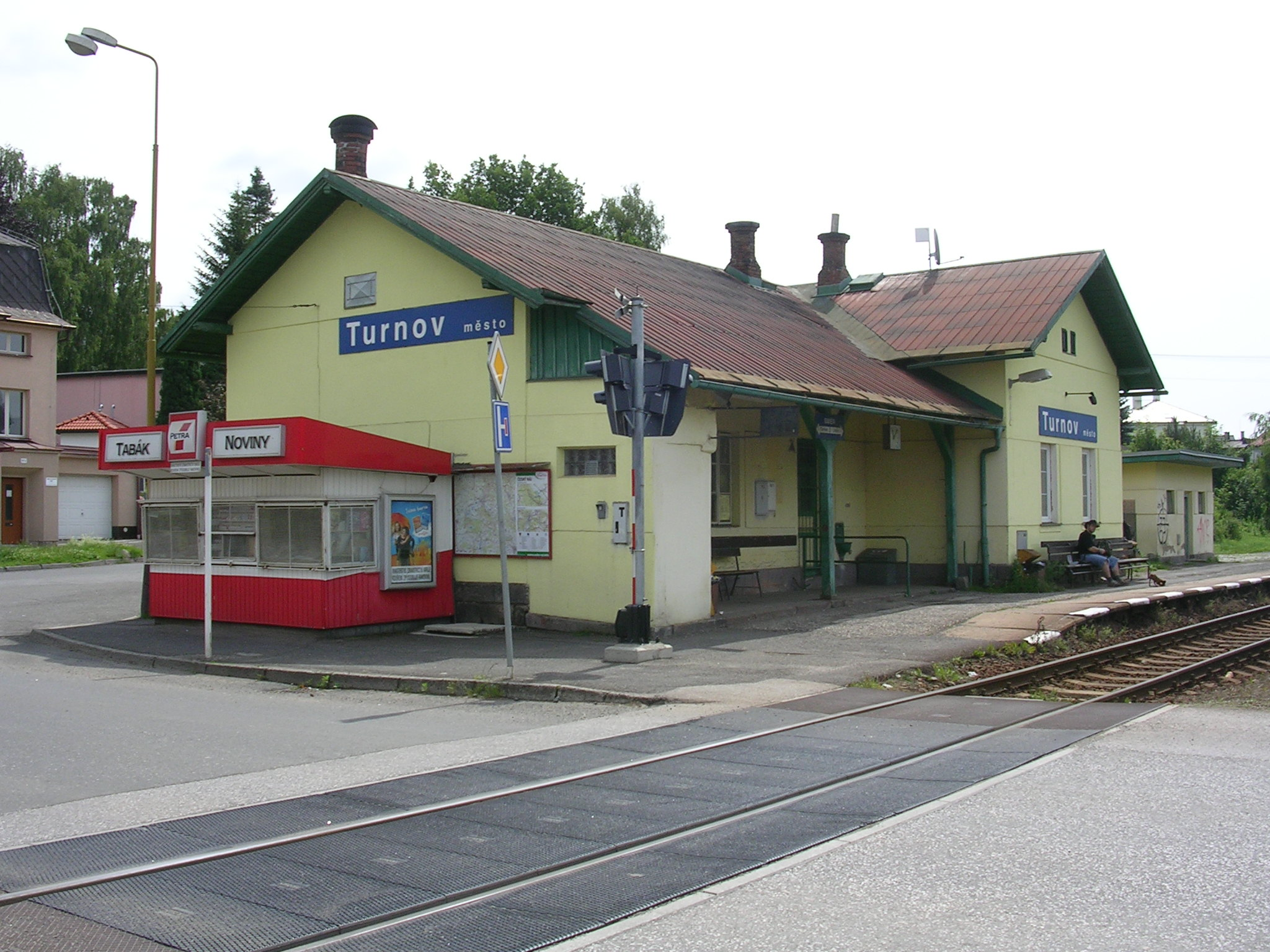
Turnov město
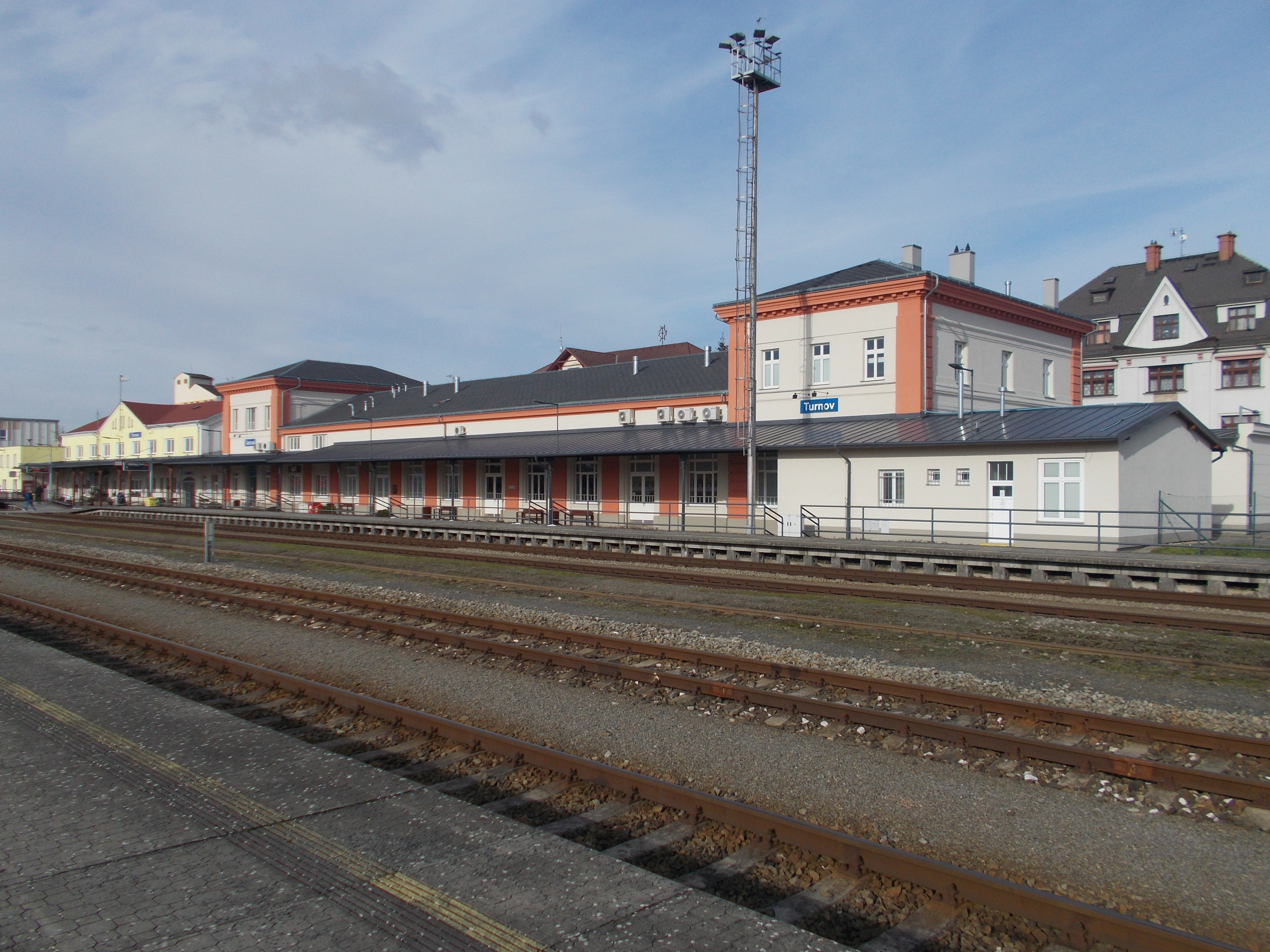
Turnov